# Freddie Keppard
Freddie Keppard (ib,, stavat Freddy Keppard), född 27 februari 1890 i New Orleans, död 15 juli 1933, var en amerikansk jazzkornettist som spelade under den period då jazzen uppkom. 
Keppard föddes i ett kreolskt område, downtown New Orleans, Louisiana. Hans äldre bror Louis Keppard var också en professionell musiker. Freddie Keppard spelade fiol, mandolin, och dragspel innan han bytte till kornett. Efter att ha spelat med the Olympia Orchestra gick han med i Frankie Dusens Eagle Band. Där tog han platsen som den legendariske Buddy Bolden (ofta kallad jazzens första man) just lämnat på grund av dennes mentalsjukdom. Snart efter att Bolden lämnat musikscenen utropades Keppard till stadens (och därmed jazzens) bästa trumpetare/kornettist. Han började nu kallas "King Keppard".
Omkring 1914 vann Joe "King" Oliver en musiktävling och utmanade därmed Keppard om kungakronan. Snart därefter accepterade Keppard ett erbjudande att gå med i Bill Johnsons orkester i Los Angeles. 
Johnson och Keppards band blev the Original Creole Orchestra som turnerade runt i USA och gav många delar av landet ett första smakprov på den musik som senare skulle benämnas jazz. Medan bandet hade ett framgångsrikt engagemang i New York 1915 erbjöds man en chans att spela in en skiva för Victor Talking Machine Company. I efterhand kan konstateras att detta skulle ha blivit den första jazzskivan. En ofta berättad historia om varför skivan inte blev av säger att Keppard inte ville spela in något av rädsla för att andra musiker skulle "stjäla hans grejer". En annan välkänd historia berättar att han var så paranoid angående risken att bli kopierad att han ibland spelade med en näsduk över fingrarna för att dölja hur han spelade. Skivbolaget erbjöd honom en fast ersättning om 25 dollar, en summa som var relativt normalt för artister som inte var stjärnor. Beloppet var betydligt lägre än vad han tjänade på att uppträda. Hans svar på erbjudandet, enligt Lawrence Gushees forskningar, var: "25 dollar? Jag dricker gin för så mycket varje dag!" Andra medlemmar av orkestern har uppgivit att en annan faktor som gjorde att skivan inte blev av var att skivbolagsrepresentanten erbjudit dem att göra en testskiva utan lön. Medlemmarna misstänkte då att de skulle luras att göra en skiva utan lön.
Omkring 1917 bosatte sig Keppard i "jazzens nya huvudstad" Chicago, som huvudsakligen skulle förbli hans hem under resten av hans liv. I Chicago uppträdde Keppard både som solist och tillsammans med Jimmie Noone, Johnny Dodds, Erskine Tate, Doc Cook, Don Pasquall, och Lil Hardin Armstrong.   
Keppard gjorde alla sina inspelningar i Chicago mellan 1924 och 1927. De enda skivor han säkert spelar på är tre sidor under hans eget namn ("Freddie Keppard's Jazz Cardinals") och ett dussintal med Doc Cookes orkester. Inspelningarna är hårt arrangerade, och Keppard spelar här andratrumpet. Hans "Stockyard Strut" anses vara en imponerande improvisation på tema och ackord från "Tiger Rag". Det finns ett fåtal andra inspelningar där han troligen också spelar, medan det finns mängder av inspelningar som högst tvivelaktigt angivits vara hans. Keppard var nämligen stilbildande och även imiterad både i New Orleans och Chicago.
Många av hans samtida menar att inspelningarna inte gör honom rättvisa, kanske på grund av att de gjordes för sent i hans liv. Trots detta visar en noggrann lyssning att Keppard tekniskt var en mycket skicklig kornettist, samtidigt som hans improvisationer var äventyrliga och välspelade. Hans stil var visserligen redan på 1920-talet ålderdomlig, men vad kan annat förväntas av en av de första jazzmusikerna?
Keppards stil är mycket mer ragtime-inspirerad jämfört med Olivers blues-inriktade spelstil. Medan King Oliver hade fler beundrare var det snarast en fråga om smak vem som var skickligast. Jelly Roll Morton, Lil Hardin Armstrong, och Wellman Braud ansåg alla att Keppard var överlägsen Oliver. Däremot ansåg åtminstone Lil Hardin Armstrong (inte så oväntat) att hennes man Louis Armstrong var överlägsen Keppard. 
Flera musiker med klara minnen av Buddy Bolden har sagt att Freddie Keppard lät mer lik Bolden än någon annan.
Keppard led mot slutet av sitt liv både av alkoholism och tuberkulos. Han dog bortglömd 1933 i Chicago.